# 윤현석 (바둑 기사)
윤현석(尹炫晳, 1974년 1월 2일 ~ )은 대한민국의 바둑 기사이다. 1998년 12월에 부인 백영희 씨와 결혼하였다.

## 약력
경상남도 마산시(현 창원시) 출신으로 1985년 아마추어 시절 제2회 세계청소년바둑대회에서 3위를 차지하여 연구생 시절 스승 강철민 九단을 수학하여 사사했다. 1989년에 연구생으로 추천으로 특별 입단하였고, 1998년 5단, 2000년 6단, 2002년 7단, 2003년 8단을 거쳐 2007년 4월에 9단으로 승단하였다. 1991년 ~ 1992년 제11기 ~ 제12기 KBS 바둑왕전 본선, 1993년 제11기 박카스배 준우승을 차지했고, 2000년 제19기 KBS 바둑왕전 본선, 2001년 명인전 본선, 2002년에 제4회 농심신(辛)라면배 한국대표로 출전하여 우승을 수훈했다. 2011년 바둑리그 SK에너지 감독, 2012년 KB바둑리그 SK에너지 감독을 각각 맡았다. 2015년 제34기 KBS 바둑왕전 본선에 진출하였다.